# Hanni Wenzelová
Hannelore Wenzelová-Weiratherová (* 14. prosince 1956, Straubing) je bývalá lichtenštejnská sjezdařka. Je dvojnásobnou olympijskou vítězkou a dvojnásobnou mistryní světa. Vyhrála 33 závodů Světového poháru, v letech 1978 a 1980 získala velký Křišťálový glóbus za celkové vítězství.
Narodila se v bavorském Straubingu, ale od dětství žila s rodiči v Schaanu a získala lichtenštejnské občanství. Při svém debutu se stala v roce 1974 ve Svatém Mořici mistryní světa ve slalomu. Na olympiádě 1976 v Innsbrucku vybojovala bronz a stala se vůbec první lichtenštejnskou olympijskou medailistkou. Vrcholem její kariéry byly Zimní olympijské hry 1980 v Lake Placid, kde vyhrála slalom i obří slalom a byla druhá ve sjezdu. Její zásluhou bylo třicetitisícové Lichtenštejnsko nejúspěšnějším olympijským účastníkem v alpských disciplínách a umístilo se jako šesté v celkovém medailovém pořadí zemí. Navíc vyhrála kombinaci, za kterou se olympijské medaile neudělovaly, ale byla součástí mistrovství světa. Na příští hry v roce 1984 v Sarajevu nebyla pozvána pro porušení amatérských pravidel (přijímala peníze přímo od pořadatelů závodů, nikoli prostřednictvím národního lyžařského svazu) a po sezóně ukončila závodní kariéru.
Úspěšnými sjezdaři byli také její mladší sourozenci Andreas Wenzel a Petra Wenzelová, její manžel Harti Weirather i dcera Tina Weiratherová.